# Ophiothrix spiculata
Ophiothrix spiculata is een slangster uit de familie Ophiotrichidae.
De wetenschappelijke naam van de soort werd in 1851 gepubliceerd door Le Conte.